# My Father Confused Me... What Must I Do? What Must I Do?
| Recensione | Giudizio |
| ---------- | -------- |
| Allmusic   |          |

My Father Confused Me... What Must I Do? What Must I Do? è un album discografico dal vivo dell'attore comico statunitense Bill Cosby, pubblicato nel 1977 dalla Capitol Records.

## Il disco
Originariamente pubblicato su disco in vinile nel 1977, l'album è stato ristampato in formato CD come primo disco del cofanetto The Bill Cosby Collection, insieme a Bill's Best Friend. Gran parte del materiale incluso nell'album fu riciclato per il film Bill Cosby: Himself del 1983 (e per il relativo album della colonna sonora dello stesso).

## Tracce
1. The English Language – 3:35
2. Henry Kissinger – 0:42
3. UFO – 1:38
4. My Father Confused Me – 2:11
5. The Glazed Donut Monster – 2:10
6. Mothers Enunciate – 1:33
7. The FCC and Mothers – 2:57
8. Mothers Will Hit You for Nothing – 1:23
9. Fathers Are the Funniest People – 2:26
10. Marriage and Duties – 1:45
11. New Husbands Kill Things – 3:00
12. The Lizard and the Mouse – 2:54
13. Dudes on Dope – 2:39
14. The Dentist – 8:59

## Classifica
| Classifica (1977)             | Posizione |
| ----------------------------- | --------- |
| Australia (Kent Music Report) | 51        |